# Góra Wilkanowska
Góra Wilkanowska – najwyższe wzniesienie w Wale Zielonogórskim (221 m n.p.m.) oraz na Wzgórzach Piastowskich. Jest to również jedno z najwyższych wzniesień w województwie lubuskim i najwyższe w powiecie zielonogórskim.
Krzyżuje się tam wiele szlaków turystycznych okalających Zieloną Górę. Na szczycie znajduje się Wieża Wilkanowska z początku XX wieku, obecnie pełniąca funkcje wieży przeciwpożarowej.